# Nelson Quiñónes
Nelson Giovanny Quiñónes Iturre (San Andrés de Tumaco, 20 agosto 2002) è un calciatore colombiano, attaccante degli Houston Dynamo.

## Carriera
Cresciuto nel settore giovanile dell'Once Caldas, debutta in prima squadra il 25 luglio 2021, disputando l'incontro di Categoría Primera A pareggiato per 1-1 contro il Jaguares.
Il 27 luglio 2022 passa in prestito agli Houston Dynamo, società militante nella MLS, fino al 2023.

## Statistiche

### Presenze e reti nei club
Statistiche aggiornate al 3 agosto 2022.
| Stagione        | Squadra         | Campionato      | Campionato | Campionato | Coppe nazionali | Coppe nazionali | Coppe nazionali | Coppe continentali | Coppe continentali | Coppe continentali | Altre coppe | Altre coppe | Altre coppe | Totale | Totale |
| Stagione        | Squadra         | Comp            | Pres       | Reti       | Comp            | Pres            | Reti            | Comp               | Pres               | Reti               | Comp        | Pres        | Reti        | Pres   | Reti   |
| --------------- | --------------- | --------------- | ---------- | ---------- | --------------- | --------------- | --------------- | ------------------ | ------------------ | ------------------ | ----------- | ----------- | ----------- | ------ | ------ |
| 2021            | Once Caldas     | A               | 11         | 1          | CC              | 0               | 0               |                    | -                  | -                  |             | -           | -           | 11     | 1      |
| gen.-lug. 2022  | Once Caldas     | A               | 18         | 0          | CC              | 2               | 0               |                    | -                  | -                  |             | -           | -           | 20     | 0      |
| lug.-dic. 2022  | Houston Dynamo  | MLS             | 0          | 0          | USOC            | -               | -               |                    | -                  | -                  |             | -           | -           | 0      | 0      |
| Totale carriera | Totale carriera | Totale carriera | 29         | 1          |                 | 2               | 0               |                    | -                  | -                  |             | -           | -           | 31     | 1      |

## Palmarès
- Lamar Hunt U.S. Open Cup: 1

Houston Dynamo: 2023